# Paulina (cràter)
Paulina és un cràter amb coordenades planetocèntriques de 12.96 ° de latitud nord i 135.15 ° de longitud est, sobre la superfície de l'asteroide del cinturó principal (4) Vesta. Fa 18.13 km de diàmetre. El nom adoptat com a oficial per la UAI el 21 de novembre de 2012 fa referència a Aurèlia Paulina, sacerdotessa d'Artemis Pergaia.